# Jacques Heim
Jacques Heim (1899 - 1967) là một nhà thiết kế và sản xuất thời trang thời trang cao cấp và lông thú của phụ nữ tại Paris. Hãng thời trang của ông mang tên là Maison de couture mở cửa vào năm 1930 và đóng cửa vào năm 1969.
Ông là một người Do Thái, được sinh ra ngày 8 Tháng 5 năm 1899 tại Paris. Ông bắt đầu sự nghiệp của mình bằng việc quản lý kinh doanh lông thú  trong hãng sản xuất của cha mẹ ông là Isadore và Jeanne Heim, hãng này được thành lập vào năm 1898.
Khách hàng nổi bật nhất của ông là diễn viên Sophia Loren, Yvonne de Gaulle, Nữ hoàng Fabiola của Bỉ, Mamie Eisenhower và nữ diễn viên Gloria Swanson.
Ngày 5 tháng 7 năm 1946 - bộ đồ tắm hai mảnh Bikini, mà đã được ông cùng với kỹ sư Louis Réard tạo ra và đặt tên theo đảo san hô vòng Bikini, xuất hiện lần đầu trong một cuộc trình diễn thời trang ở Piscine Molitor ở Paris. Trong cuộc biểu diễn thời trang này, bộ trang phục hai mảnh Bikini được người mẫu Micheline Bernardini mặc.
Ông mất ngày 8 Tháng 1 năm 1967 tại Paris.